# میراشرف متولی‌باشی
میراشرف متولی‌باشی سیاست‌مدار ایرانی بود، که در  دوره بیست و یکم  بعنوان نماینده مشکین شهر در مجلس شورای ملی حضور داشت.